# Никулин, Иван Иванович
Иван Иванович Никулин — советский хозяйственный, государственный и политический деятель.

## Биография
Родился 10 июля 1936 года в Брянской области. Член КПСС с 1963 года.
Образование высшее (окончил Ленинградский сельскохозяйственный институт).
С 1960 года — на хозяйственной, общественной и политической работе.
До 1973 года — экономист, главный агроном, директор совхоза в Бокситогорском и Выборгском районах Ленинградской области, секретарь Выборгского райкома и горкома КПСС.
- В 1973—1975 годах — начальник отдела земледелия и семеноводства, заместитель начальника Ленинградского областного производственного объединения совхозов[1].
- В 1975—1981 годах — первый секретарь Гатчинского горкома КПСС[1].
- В 1981—1982 годах — заведующий сельскохозяйственным отделом Ленинградского обкома КПСС[1].
- В 1982—1986 годах — секретарь Ленинградского обкома КПСС[1].
- В 1986 году — инспектор ЦК КПСС[1].
- В 1986—1991 годах — первый секретарь Новгородского обкома КПСС[1].

Избирался депутатом Верховного Совета СССР 11-го созыва. Делегат XXV, XXVI и XXVII съездов КПСС, XIX партконференции.
Жил в Санкт-Петербурге.